# Café A Brasileira (Coimbra)
Das Café A Brasileira ist ein Café und Restaurant in der portugiesischen Universitätsstadt Coimbra. Es befindet sich in der Rua Ferreira Borges, eine traditionelle Einkaufsstraße in der Fußgängerzone der historischen Altstadt, in der Stadtgemeinde São Bartolomeu.

## Geschichte

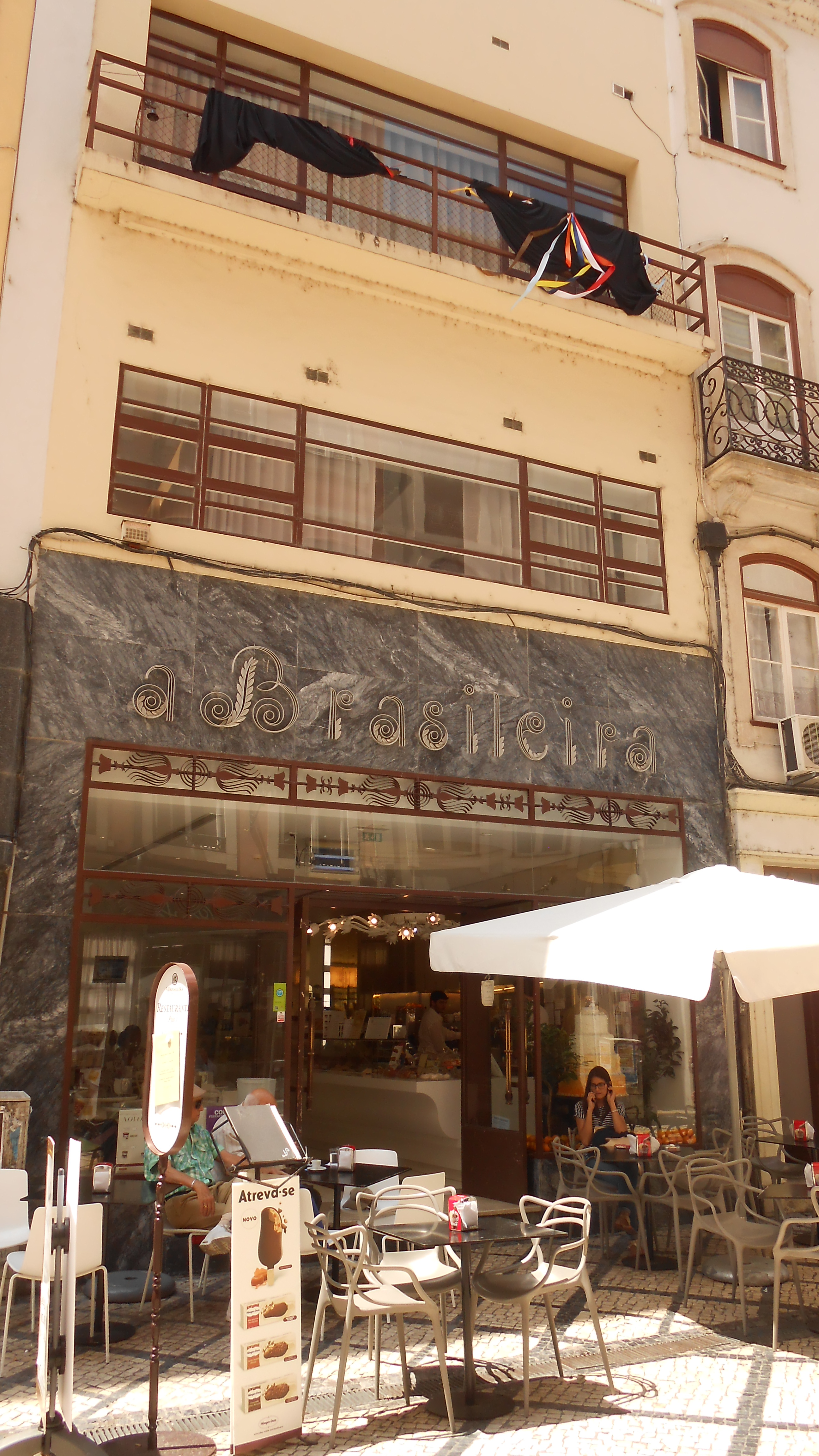
Das Café A Brasileira

Der aus dem nordportugiesischen Alvarenga stammende und in Porto arbeitende Apotheker Adriano Soares Teles do Vale, Großvater des Filmschaffenden Luís Galvão Teles, war bereits als junger Mann nach Brasilien ausgewandert, wo er Ende des 19. Jahrhunderts als Händler und Kaffeeproduzent zu Reichtum gekommen war. Als seine Frau erkrankte, kehrte er 1903 mit ihr nach Porto zurück, wo sie etwas später starb. Hier wandte er sich der Schaffung von Verkaufspunkten für seinen brasilianischen Kaffee zu, die er Casa Brasileira oder A Brasileira nannte.
Seine erste Verkaufsstelle eröffnete Teles 1903 in Porto. 1905 folgte Lissabon (eine im Chiado-Viertel und eine am Rossio), weitere Niederlassungen eröffnete er nach und nach in Braga, Aveiro, und im spanischen Sevilla. Das Café in Coimbra öffnete seine Türen 1928.
Das Café A Brasileira in Coimbra wurde insbesondere in den 1960er Jahren zum Treffpunkt vieler Intellektuelle in der alten Universitätsstadt.
1995 schloss das Café und ein Bekleidungsgeschäft zog in die Räume ein. Nach umfangreichen Renovierungsarbeiten ab 2010 und Gesamtinvestitionen von mehreren Millionen Euro eröffnete der Unternehmer Lúcio Borges, der bereits ein Café in Coimbra führt, dann am 1. März 2012 das Café neu. Das Geschirr trägt das Emblem des Cafés, und an einer Wand ist ein Zitat von Zeca Afonso zu sehen, der als Student zur Kundschaft zählte. Auch das alte Motto „O melhor café é o da Brazileira“ („Der Beste Kaffee ist der von A Brazileira“) ist an einer Wand zu lesen. Die Eröffnungsfeier fand mit Beteiligung des Bürgermeisters Joao Paulo Barbosa de Melo statt und erregte die Aufmerksamkeit der überregionalen Presse. Seither bietet das Café und Restaurant u. a. Süßwaren und Backwerk aus eigener Produktion.